# Motte castrale de Saint-Albe

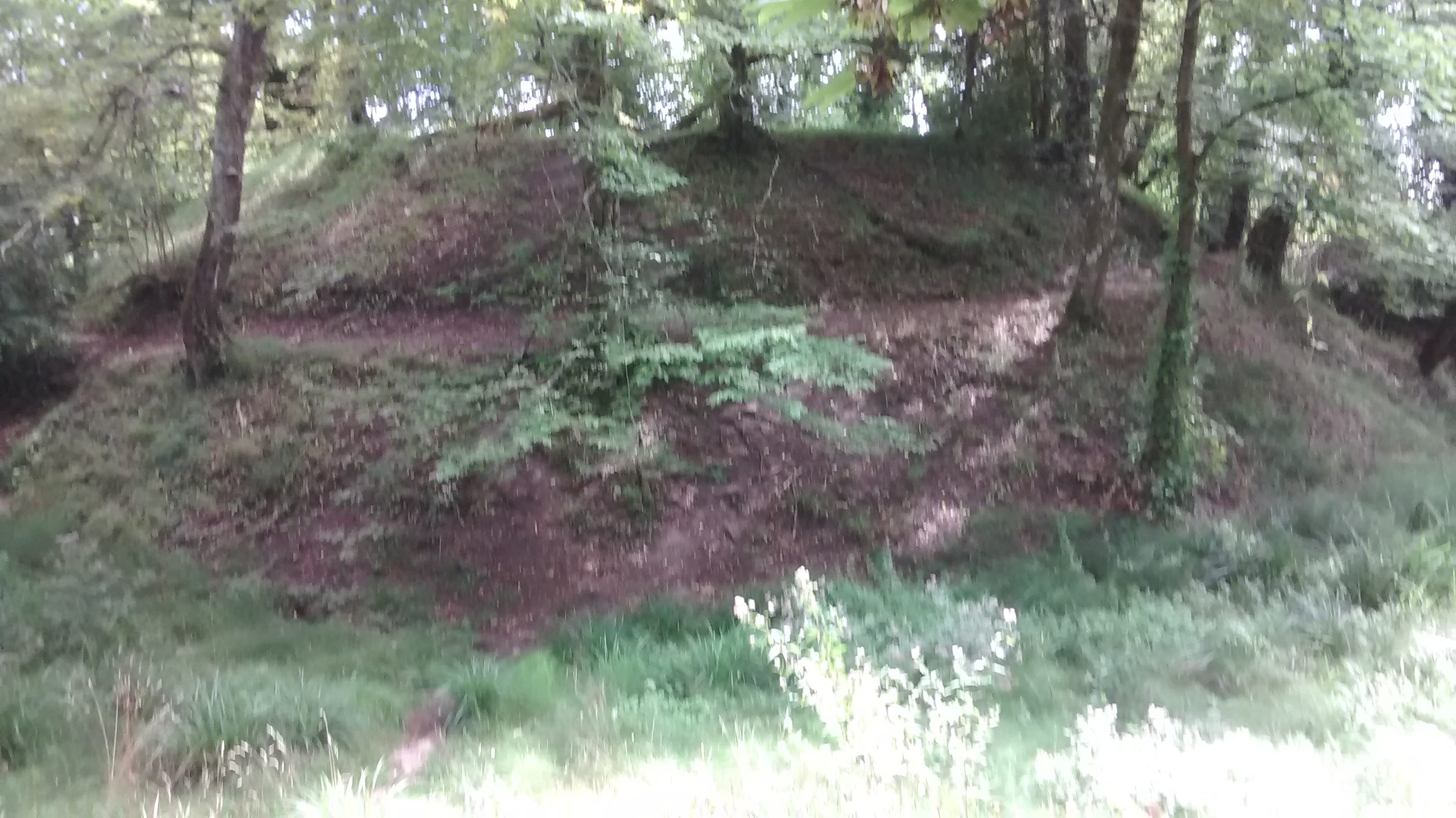
La motte Saint-Albe.

La motte Saint-Albe est située sur la commune de Gradignan dans le département de la Gironde.

## Caractéristiques
Cette butte féodale qui doit son nom à la propriété Sainte-Albe bâtie sur elle, est tout ce qui reste du système défensif primaire du comté d'Ornon. La butte d'une trentaine de mètres de diamètre s'élève à environ 8 mètres de hauteur en tronc conique. Elle est entourée d'un fossé d'environ 5 mètres de large, alimenté en eau par une source, toujours visible à l'intérieur de l'enceinte. Incomplètement explorée, on pense qu'elle était surmontée d'une tour en bois permettant d'assurer la surveillance vers le sud de la région, au-delà de la rivière[réf. nécessaire].